# Lititz
Lititz es un borough ubicado en el condado de Lancaster en el estado estadounidense de Pensilvania. En el año 2000 tenía una población de 9029 habitantes y una densidad poblacional de 1499.6 personas por km².

## Geografía
Lititz se encuentra ubicado en las coordenadas 40°9′17″N 76°18′12″O / 40.15472, -76.30333.

## Demografía
Según la Oficina del Censo en 2000 los ingresos medios por hogar en la localidad eran de $40 417 y los ingresos medios por familia eran $52 028. Los hombres tenían unos ingresos medios de $36,126 frente a los $25 997 para las mujeres. La renta per cápita para la localidad era de $20 601. Alrededor del 4.1 % de la población estaba por debajo del umbral de pobreza.